# Anderson (Dorset)
Pour les articles homonymes, voir Anderson.
Anderson est une paroisse civile et un village du Dorset, en Angleterre.